# El Vedat (Aransís)
|  | Aquest article tracta sobre l'indret del Pallars Jussà. Si cerqueu la muntanya i urbanització de Torrent, vegeu «Vedat de Torrent». |

El Vedat, o lo Vedat, és un indret del terme municipal de Gavet de la Conca, a l'antic terme d'Aransís, al Pallars Jussà, en territori del poble d'Aransís.
Està situat al nord-oest d'Aransís i al sud-est de Sant Serni, al capdamunt del coster que davalla per un costat cap al nord i nord-est en direcció al riu de Conques i per l'altre cap al nord-oest i oest, en direcció a la Noguera Pallaresa.